# Zamarski
Zamarski (deutsch Zamarsk, einmalig Merkitschdorf, tschechisch Zámrsk) ist eine Ortschaft mit einem Schulzenamt der Gemeinde Hażlach im Powiat Cieszyński der Woiwodschaft Schlesien in Polen.

## Geographie
Zamarski liegt im Schlesischen Vorgebirge (Pogórze Śląskie) auf einem Hügel 388 Meter hoch etwa 28 Kilometer westlich von Bielsko-Biała und 60 Kilometer südlich von Katowice im Powiat (Kreis) Cieszyn.
Das Dorf hat eine Fläche von 864,22 Hektar.
Nachbarorte sind Hażlach im Norden, Kostkowice im Nordosten, Gumna im Osten, die Stadt Cieszyn im Süden und Westen.

## Geschichte
Zamarski ist eines der ältesten Dörfer im Olsagebiet (auch Teschener Schlesien, polnisch Śląsk Cieszyński). Der Ort wurde am 23. Mai 1223 in einer Urkunde des Breslauer Bischofs Lorenz erstmals urkundlich als Zamaischi erwähnt, als Dorf, das den Zehnten der Prämonstratenserinnen in Rybnik bezahlen sollte. Der Name stammt aus Urslawisch marsk, zmarsk (zamarsk). Einmalig wurde es im Jahre 1415 Merkitschdorf genannt.
Politisch gehörte das Dorf ursprünglich in der Zeit des polnischen Partikularismus zum Herzogtum Oppeln-Ratibor (Teschener Kastellanei). Das Herzogtum wurde 1281 nach dem Tod von Wladislaus I. von Oppeln geteilt. Endgültig (1290) gehörte das Dorf zum Herzogtum Teschen. Seit 1327 bestand die Lehensherrschaft des Königreichs Böhmen und seit 1526 gehörte es zur Habsburgermonarchie.
Nach 1540 erfolgte unter Wenzel III. Adam die Reformation und die Filialkirche in Zamarski wurde von Lutheranern übernommen. Eine Sonderkommission gab sie am 18. April 1654 an die Katholiken zurück.
Ab 1802 gehörte das Dorf zur Teschener Kammer. Nach der Aufhebung der Patrimonialherrschaften war es ab 1850 eine Gemeinde in Österreichisch-Schlesien, Bezirk Teschen und Gerichtsbezirk Teschen. Derweil nahm die ethnographische Gruppe der Teschener Walachen deutliche Gestalt an, wohnhaft auch in Zamarski, traditionell Teschener Mundarten sprechend. In den Jahren 1880–1910 hatte das Dorf etwa 850 Einwohner, es waren überwiegend polnischsprachige (zwischen 95,3 % und 99,2 %), in 1800 auch 4,7 % deutschsprachige. Im Jahre 1910 waren 55,1 % römisch-katholisch, 44,1 % evangelisch, es gab sieben Juden.
1920, nach dem Zusammenbruch der k.u.k. Monarchie und dem Ende des Polnisch-Tschechoslowakischen Grenzkriegs, kam Zamarski zu Polen. Unterbrochen wurde dies nur durch die Besetzung Polens durch die Wehrmacht im Zweiten Weltkrieg.
Von 1975 bis 1998 gehörte Zamarski zur Woiwodschaft Bielsko-Biała.

## Religion
Die katholische Pfarrei (errichtet in 1981) gehört zum Bistum Bielsko-Żywiec, Dekanat Goleszów. Die evangelische Filialgemeinde gehört zur Pfarrei Cieszyn, Diözese Cieszyn.

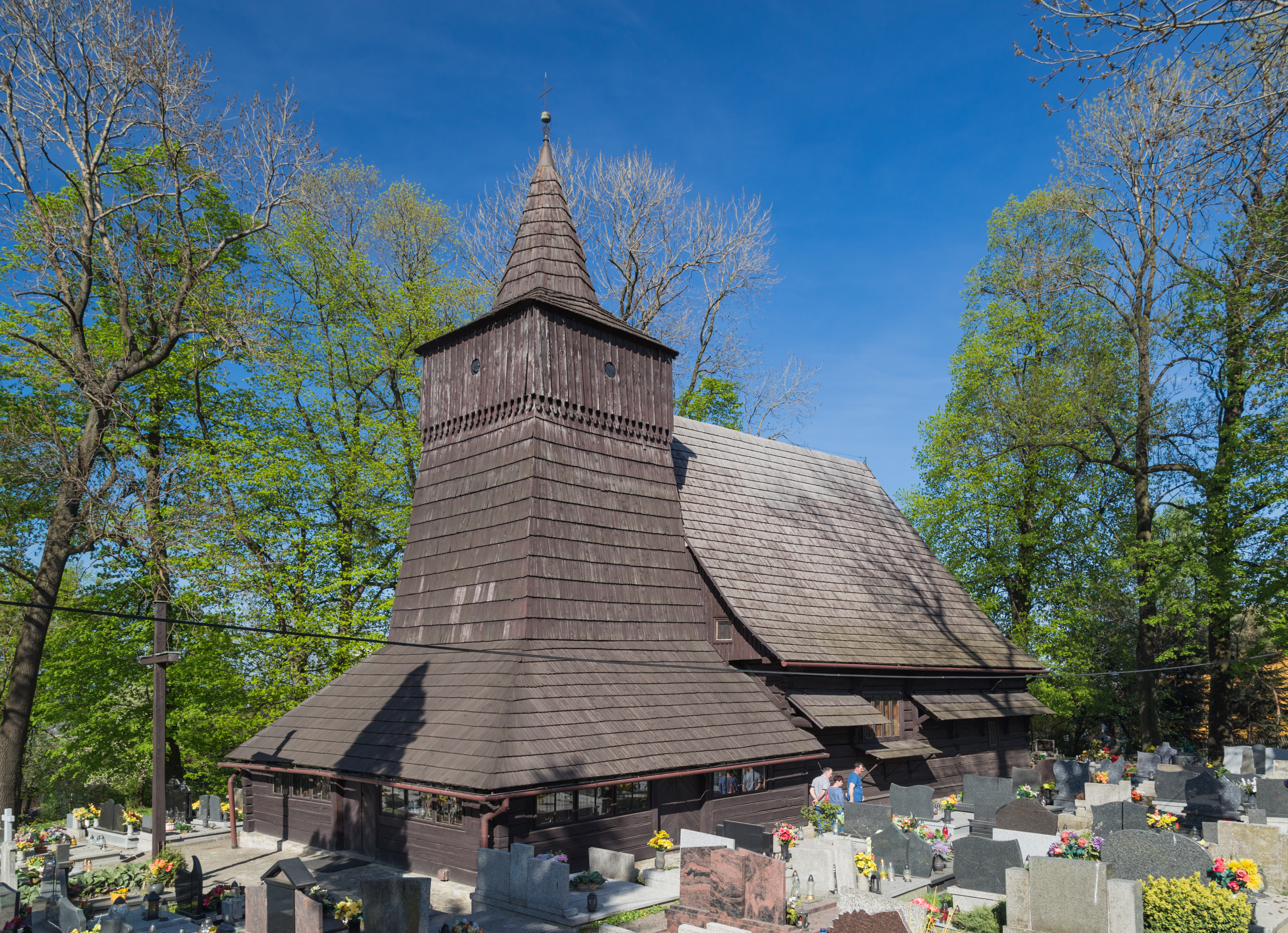
Katholische Kirche
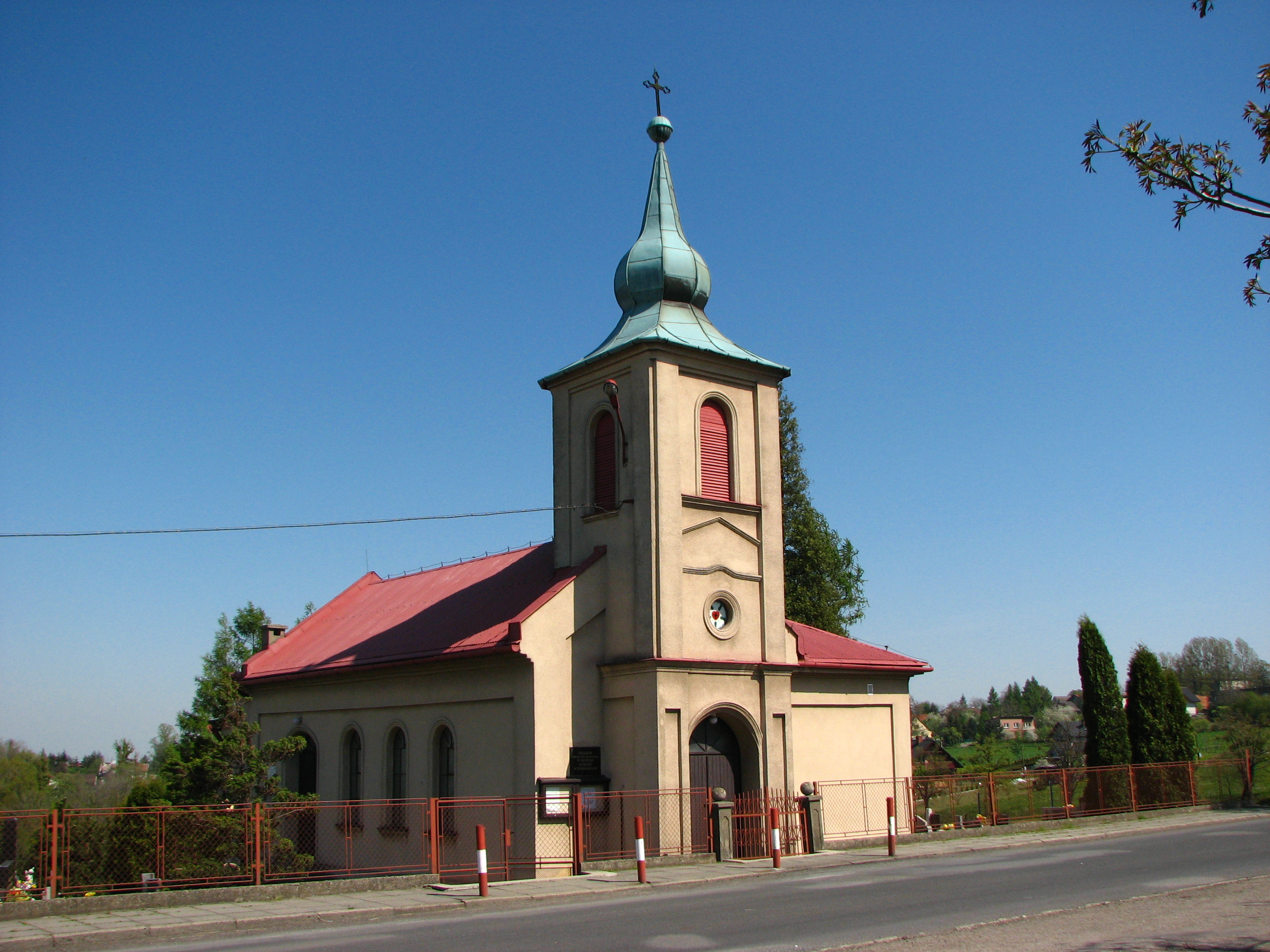
Evangelische Filialkirche

## Persönlichkeiten
- Rudolf Pastucha (1936–2022), ehemaliger Bischof der Diözese Katowice der Evangelisch-Augsburgischen Kirche in Polen